# Barbro Jönsson (jurist)
Barbro Kerstin Jönsson, född 29 juni 1955, är en svensk jurist.
Barbro Jönsson var tidigare åklagare, och blev känd för allmänheten efter ett bombattentat riktat mot hennes bostad i november 2007, i samband med att hon drivit ett åtal mot Brödraskapet Wolfpack. Hon fick år 2008 lämna tjänsten som chefsåklagare efter bland annat vissa i media uppmärksammade utspel. Hon fick en tjänst på internationella åklagarkammaren i Göteborg, men sökte sig raskt vidare över till Polismyndigheten där hon fick den mycket höga befattningen stabschef vid länskriminalen. Det dröjde dock inte länge innan hon tvingades att lämna den tjänsten för att bli chefsjurist vid Polismyndigheten i Västra Götalands län.
Åklagare Urban Svenkvist yrkade på tolv års fängelse mot den 24-åring som låg bakom sprängningen mot Barbro Jönssons bostad. Urban Svenkvist är även politiker. Jönsson tilldömdes det rekordhöga skadeståndet på 160 000 kr för bombattentatet (vilket exempelvis kan jämföras med de 50 000 kr i skadestånd som tilldömdes de efterlevande efter mordet på Anna Lindh).
Den 20 mars 2012 anmälde rikspolisstyrelsen Jönsson till Statens Ansvarsnämnd för att ha åsidosatt sina plikter efter att vägrat lämna ut material till en journalist trots domstolsbeslut. Viss kritik mot Jönssons gärning framfördes även av andra.
Efter det att Jönsson fått lämna även tjänsten som chefsjurist är hon numera verksamhetsutvecklare vid polisen i Västra Götalands län.
Jönsson utsågs år 2008 till "Svensk hjälte" samt till "Årets yrkeskvinna".